# 정현호 (정치인)
정현호(1987년 3월 24일~)은 대한민국의 정책기업가, 정치인이다.
정책벤처 인토피아의 대표이며, 한국청년정책학회 이사장을 맡고 있다.
한양대학교 39대 총학생회장, 전국대학총학생회모임 1기 집행의장을 지내며 서울시학자금대출이자지원조례, 소득연계형 반값등록금(지금의 국가장학금), 홍제동 연합기숙사 등 정책마련에 참여했다.
제 18대 대통령직인수위원회 청년특별위원을 지내며 대통령직속 청년위원회를 설립업무를 담당했고 반값등록금과 반값기숙사 등 대학생 관련 정책과 사회적일자리 창출 방안 업무를 담당했다. 새누리당의 청년기본법과 미래세대기본법의 제정안을 마련했다. 자유한국당 비상대책위원회 위원을 역임했다.
또한, 국회 헌정기념관 앞 안중근 의사 동상건립에 참여했다.

## 학력
- 청파초등학교
- 배문중학교
- 배문고등학교
- 2008년 숭실대학교 전산원 졸업
- 2009년 한양대학교 편입
- 2012년 한양대학교 경영학부 학사 졸업
- 2015년 KDI국제정책대학원 공공정책학 석사 수료

## 경력
- 2020.06 미래통합당 정강정책개정특별위원회 국민과의 동행 분과위원회 위원
- 2018.09 ~ 국회미래연구원 미래세대자문위원
- 2018.07 ~ 2019.02 자유한국당 비상대책위원회 위원
- 2017.12 ~ 학습혁명 포럼 간사
- 2017.08 ~ 내일을위한오늘 대표/운영위원장
- 2017.01 ~ 2017.05 모폴넷창당준비위원회 위원장
- 2016.11 ~ 서울센트럴생태공원 시민모임 운영위원
- 2016.03 ~ 한국청년정책학회 이사장
- 2016.03 ~ 대한민국 SNS 서포터즈 청년위원장
- 2016.01 ~ 2016.03 제20대 국회의원총선거 새누리당 공약개발본부 희망청년단 간사
- 2016.08 ~ 2018.09 사단법인 미래학회 미래세대위원장/ 청년이사
- 2015.11 평생학습타임즈 발기인
- 2015.11 새누리당 중앙청년위원회 청년혁신위원장
- 2015.09 여의도연구원 비전2016위원회 위원
- 2015.07 ~ 미래세대포럼 회장
- 2015.07 ~ 2017.07 민주평화통일자문회의 자문위원
- 2015.04 한반도선진화재단 국가정책연구회 청년정책위원
- 2015.03 ~ 2016.08 여의도연구원 정책자문위원
- 2015.02 ~ 안중근의사 동상건립 범국민운동본부 청년위원장[5]
- 2014.12 ~ 씨드콥 청년교육사회적기업 협동조합 위원
- 2014.10 ~ 국가혁신포럼 청년본부장
- 2014.10 ~ 2017.10 청년이만드는세상 공동대표[6]
- 2014.02 ~ 정책벤처 인토피아 대표
- 2014 새누리당 중앙청년위원회 미래세대위원장
- 2013.02 ~ 2013.06 대통령직속 청년위원회 설립추진단 정책자문단팀장
- 2012.12 ~ 2013.02 제 18대 대통령직인수위원회 청년특별위원회 청년위원
- 2012 ~ 2012 제18대 대통령선거 새누리당 중앙선거대책위원회 청년본부 펼쳐라 꿈 대학생단 총괄단장
- 2012 ~ 2012 제18대 대통령선거 새누리당 중앙선거대책위원회 청년위원
- 2012 ~ 2012 한국청년리더양성소 설립
- 2011.09 ~ 2012.09 대통령실 청년소통모니터단 자문위원
- 2011.01 ~ 2011.12 전국대학총학생회모임 1기 집행의장
- 2009.07 ~ 2009.08 제 39대 한양대학교 총학생회장
- 2009.07 ~ 2009.08 미래를 여는 아시아 청소년 캠프 한국대표
- 2007.01 ~ 2007.12 Youth camp for asia's future 2009 한국대표
- 2007.01 ~ 2007.12 숭실대학교 전산원 학생회장
- 2006 ~ 2008 숭실대학교 평생교육원 멀티미디어학과

## 반값등록금 활동
- 2011년 5월 16일, 가톨릭대, 경기대, 건국대, 고려대, 광운대, 덕성여대, 동덕여대, 동양미래대, 상명대, 서강대, 서울시립대, 서일대, 성균관대, 성신여대, 세종대, 숙명여대, 숭실대, 인덕대, 중앙대, 한성대, 한양대, 홍익대 등 서울지역 22개 대학 총학생회장, 학자금 이자지원조례 제정 및 시행 촉구[7][8][9]
- 2011년 5월 23일, 서울시, 대학생 학자금 대출이자 지원한다[10]
- 2011년 5월 29일, 건국대 경기대 광운대 상명대 전남대 중앙대 한양대 홍익대 등 10여개 대학 총학생회장, 한나라당에 반값등록금 요구[11][12]
- 2011년 6월 9일, 민주당, 반값등록금 해법 마련을 위한 긴급토론회[13][14]
- 2011년 6월 15일, 한나라당 '등록금 부담 완화 토론회', 등록금 책정 근거 투명화, 인하, 대학 재정 정보 공시, 적립금 사용 책임성 강화, 대학 교육 내실화, 등록금 심의제도 실효성 강화, 학자금 대출이자 인하 촉구[15][16]
- 2011년 7월 1일, 전국대학총학생회모임, 교과부 1차 대학 등록금 인하, 기숙사비 등 대학생 주택비용 인하 요구[17][18]
- 2011년 9월 27일, 전국대학총학생회모임, 교과부 2차 대학 등록금 인하 요구[19][20]
- 2011년 12월 4일, 전국대학총학생회모임 25개 대학 총학생회, 청와대에 단계적 등록금 인하 주장[21][22]
- 2012년 2월 25일, 전국 60개 대학 160여명 총학생회 간부, 이명박 대통령에게 정관 바뀌어도 등록금 인하 지속 요구[23]

## 수상경력
- 2016 제 20대 총선 공약개발 감사장
- 2016 제 20대 국회 청년기본법 제정 감사장
- 2015 대한민국 사회공헌대상 서울특별시장상
- 2015 안중근의사 동상 건립 범국민운동본부 감사장
- 2014 대통령직속 청년위원회 감사패
- 2012 한양대학교 학교발전공헌 공로패
- 2012 한양대학교 총동문회 모교발전상
- 2009 아산성웅 이순신 청소년 선발대회 창의개척상

## 새누리당 청년혁신위원회
- 새누리당 청년혁신위원회와 여의도연구원 청년정책연구센터, ‘청년기본법 제정 토론회’ 개최[24]
- 한겨레, 정치 BAR '청춘아, 정치하자' 피티쑈, "자유, 평등, 미래의 보수정당 가치로 청년문제 해결"[25]
- 與 청년혁신위 "박근혜 대통령, 선거 참패 책임 없나? 발언[26][27]
- 미래세대포럼 발족, 미래세대기본법 추진[28]
- 청년복지찾기 프로젝트 '수요하다 세미나'[29]
- 미래세대포럼, 청소년정책학술회 개최 지원[30]
- 직책관련 영화: 특별시민, 청년혁신위원회장

## 자유한국당 비상대책위원
주요활동 및 발언
- 젊은 보수통합을 위한 '청년정치혁명과 더 나은 민주주의'라는 주제로 청년정치인 100인으로 구성된 정치포럼인 '청년바람포럼' 기획 추진 : (총 9회차, 동양(한국)정치철학과 사상, 프랑스, 미국, 독일, 일본, 영국 등의 정치혁명의 주요 사건과 사례 토론)http://whytimes.kr/news/view.php?idx=2758&mcode=m97tzau https://m.dailian.co.kr/news/view/750549
- 티셔츠 회의 논란[31]
- 비리 혐의로 기소된 한국당 소속 국회의원 당원권 정지 조치 주장[32][33][34]
- 국회의원 해외출장 논란, “청렴 국회를”… 한국당, ‘의원 윤리실천규범’ 강화 추진[35]
- 한국당, 음주운전 전과자 당협심사 배제 추진[36]
- "정치경험 없는 사람 말 너무 귀 기울이지 말아야" 이군현 vs 정현호 "자유한국당은 여전히 비상상황"
- "서비스 무기한 연기"vs."혁신 막지 말라"…카카오카풀에 엇갈린 한국당[37]
- '황교안 전대 출마 자격' 놓고 한국당 공개설전[38], 책임당원 발언[39]
- 5·18 망언' 한국당의 결정…이종명 '제명', 김진태·김순례 '유예 발언[40]

제도윤리 강화정책
- 1991년 제정된 국회의 ‘국회의원 윤리실천규범’을 27년 만에 대폭 강화하는 방안을 앞장서 추진[41]
- 비리 혐의로 기소된 한국당 소속 국회의원 당원권 정지 조치 주장[32][33][34]
- 국회의원 해외출장 논란, “청렴 국회를”… 한국당, ‘의원 윤리실천규범’ 강화 추진[35]
- 한국당, 음주운전 전과자 당협심사 배제 추진[36]
- 국회 윤리특별위원회 정상화 및 활성화[42]